# Lumíra
Lumíra je ženské křestní jméno slovanského původu s významem „mírumilovná“. Podle českého kalendáře má svátek 28. února. Domácí oslovení je Lumka, Luma, Lumírka, Míra nebo Mirka. Mužským ekvivalentem je Lumír. Jméno je novodobé, pouze české. Poprvé se objevilo patrně v podobě mužského ekvivalentu Lumír v Rukopisu královédvorském. Podobným jménem je Lubomíra.

## Známé osobnosti
- Lumíra Přichystalová